# Flat Top Mountain (Tennessee)
Flat Top Mountain es un lugar designado por el censo ubicado en el condado de Hamilton en el estado estadounidense de Tennessee. En el Censo de 2010 tenía una población de 422 habitantes y una densidad poblacional de 9,46 personas por km².

## Geografía
Flat Top Mountain se encuentra ubicado en las coordenadas 35°19′55″N 85°12′1″O / 35.33194, -85.20028. Según la Oficina del Censo de los Estados Unidos, Flat Top Mountain tiene una superficie total de 44.62 km², de la cual 44.61 km² corresponden a tierra firme y (0%) 0 km² es agua.

## Demografía
Según el censo de 2010, había 422 personas residiendo en Flat Top Mountain. La densidad de población era de 9,46 hab./km². De los 422 habitantes, Flat Top Mountain estaba compuesto por el 99.05% blancos, el 0% eran afroamericanos, el 0% eran amerindios, el 0% eran asiáticos, el 0% eran isleños del Pacífico, el 0.47% eran de otras razas y el 0.47% pertenecían a dos o más razas. Del total de la población el 1.18% eran hispanos o latinos de cualquier raza.